# Ромашкино (Крым)
Рома́шкино (до 1945 года Ико́р, до 1923 года Соку́р-Кой; укр.  Ромашкине, крымскотат. Soqur Quyu, Сокъур Къую) — село в Сакском районе Крыма (согласно административно-территориальному делению России — центр Ромашкинского сельского поселения Республики Крым, согласно административно-территориальному делению Украины — в составе Ромашкинского сельского совета Автономной Республики Крым).

## Население
| 2001 | 2014  |
| ---- | ----- |
| 1394 | ↗1427 |

Всеукраинская перепись 2001 года показала следующее распределение по носителям языка
| Язык             | Процент |
| ---------------- | ------- |
| русский          | 69.3    |
| украинский       | 19.3    |
| крымскотатарский | 9.18    |
| белорусский      | 1.29    |

### Динамика численности
| - 1915 год — 0/9 чел. - 1926 год — 144 чел. - 1974 год — 1027 чел. - 1989 год — 1469 чел. | - 2001 год — 1394 чел. - 2009 год — 1415 чел. - 2014 год — 1427 чел. |

## Современное состояние

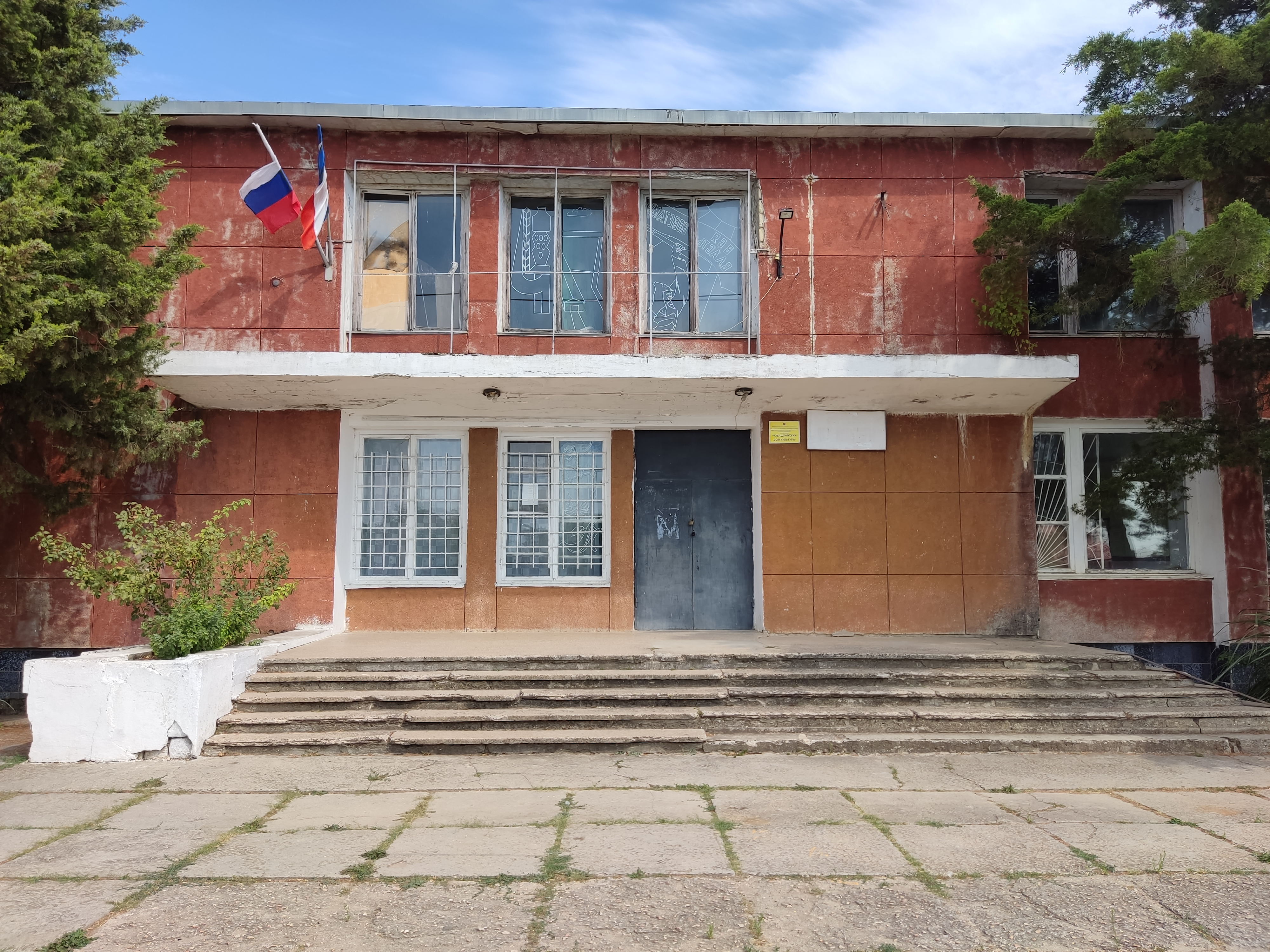
Дом культуры

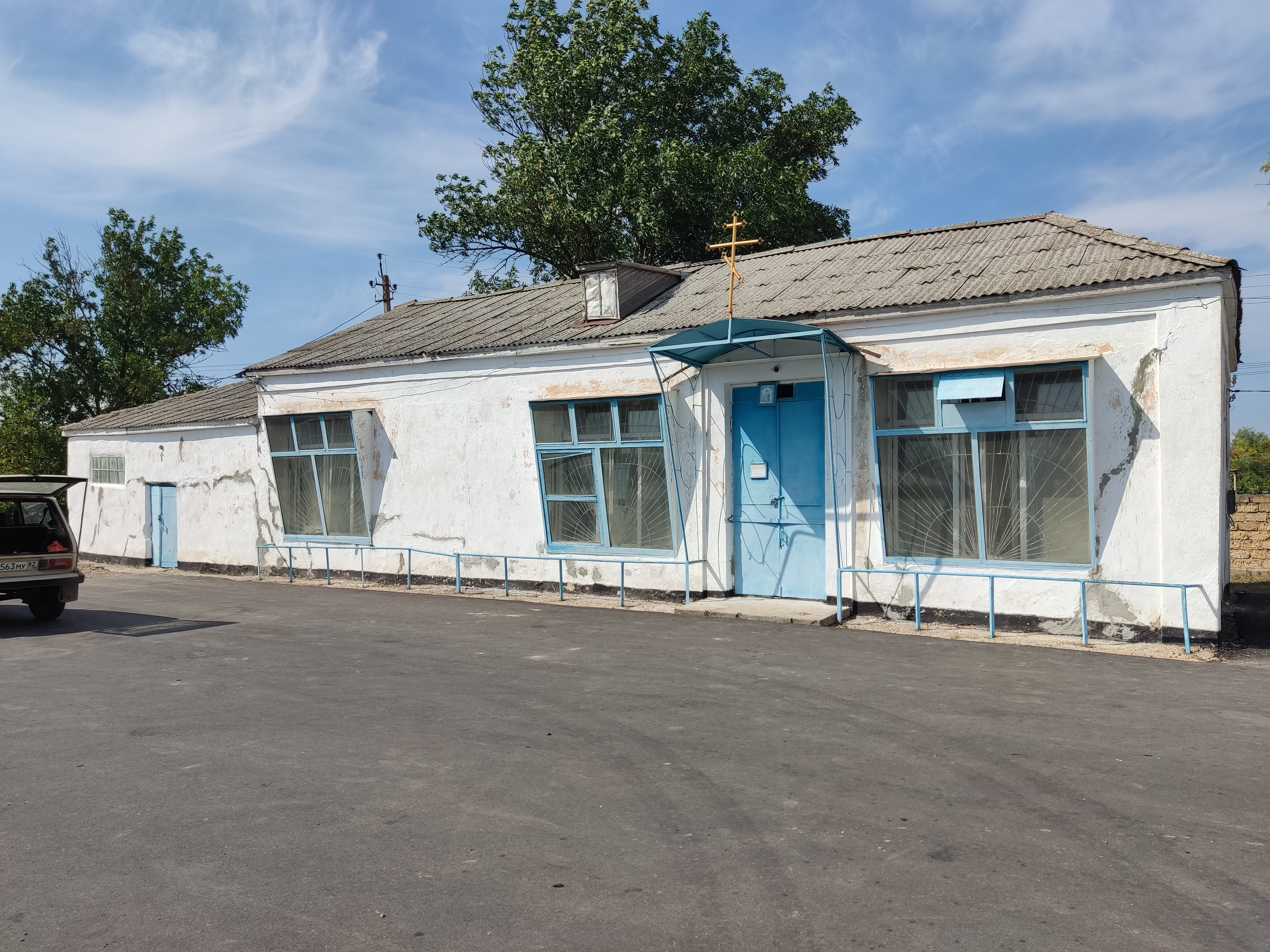
Церковь

На 2016 год в Ромашкино числится 10 улиц и 2 переулка; на 2009 год, по данным сельсовета, село занимало площадь 237,5 гектаров, на которой в 482 дворах числилось 1415 жителей. В селе действует средняя общеобразовательная школа, дом культуры, сельская библиотека, фельдшерско-акушерский пункт, церковь Владимирской иконы Божией Матери (в приспособленном здании). Село связано автобусным сообщением с Евпаторией и соседними населёнными пунктами.

## География

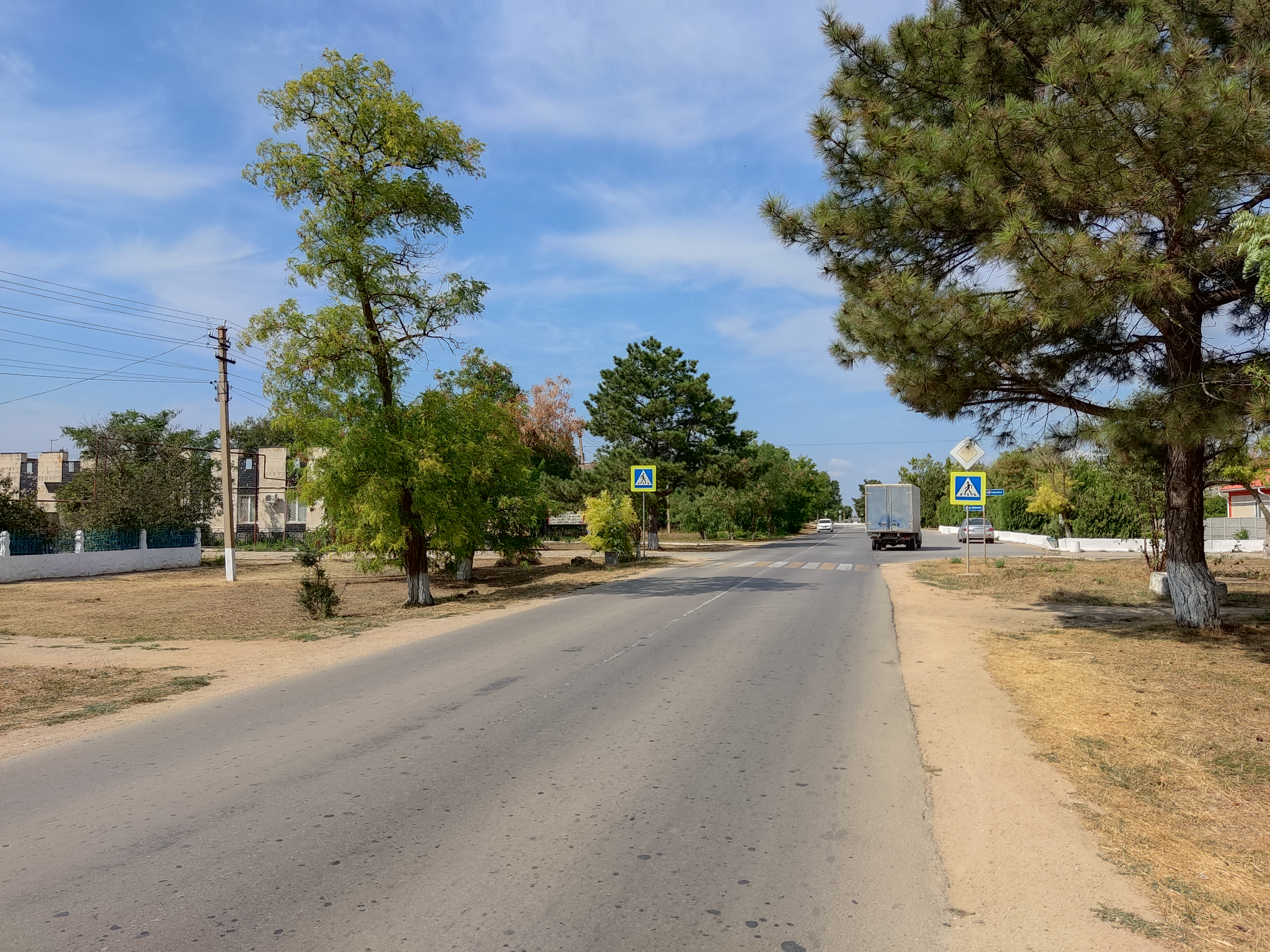
Улица Интернациональная

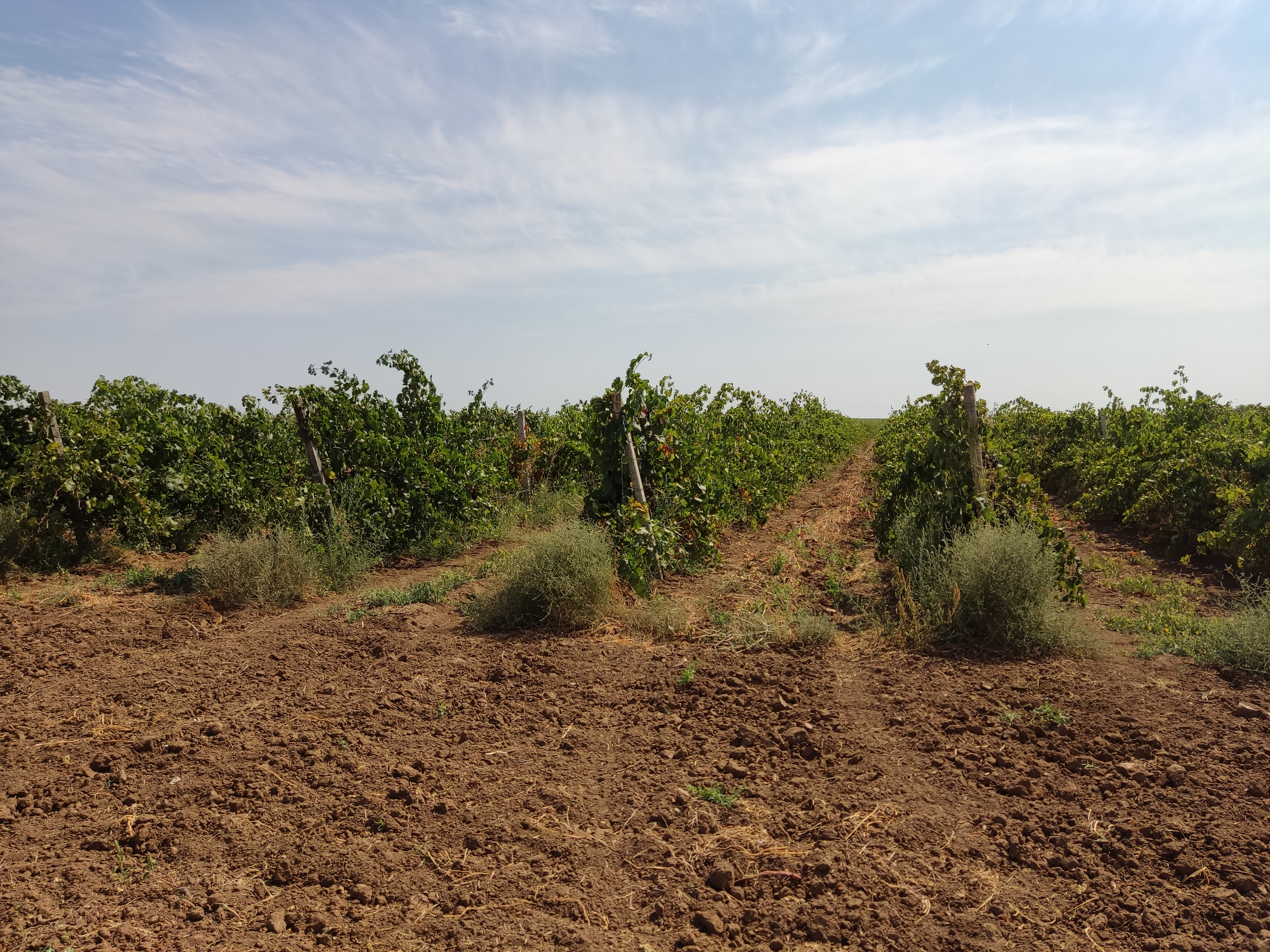
Виноградники

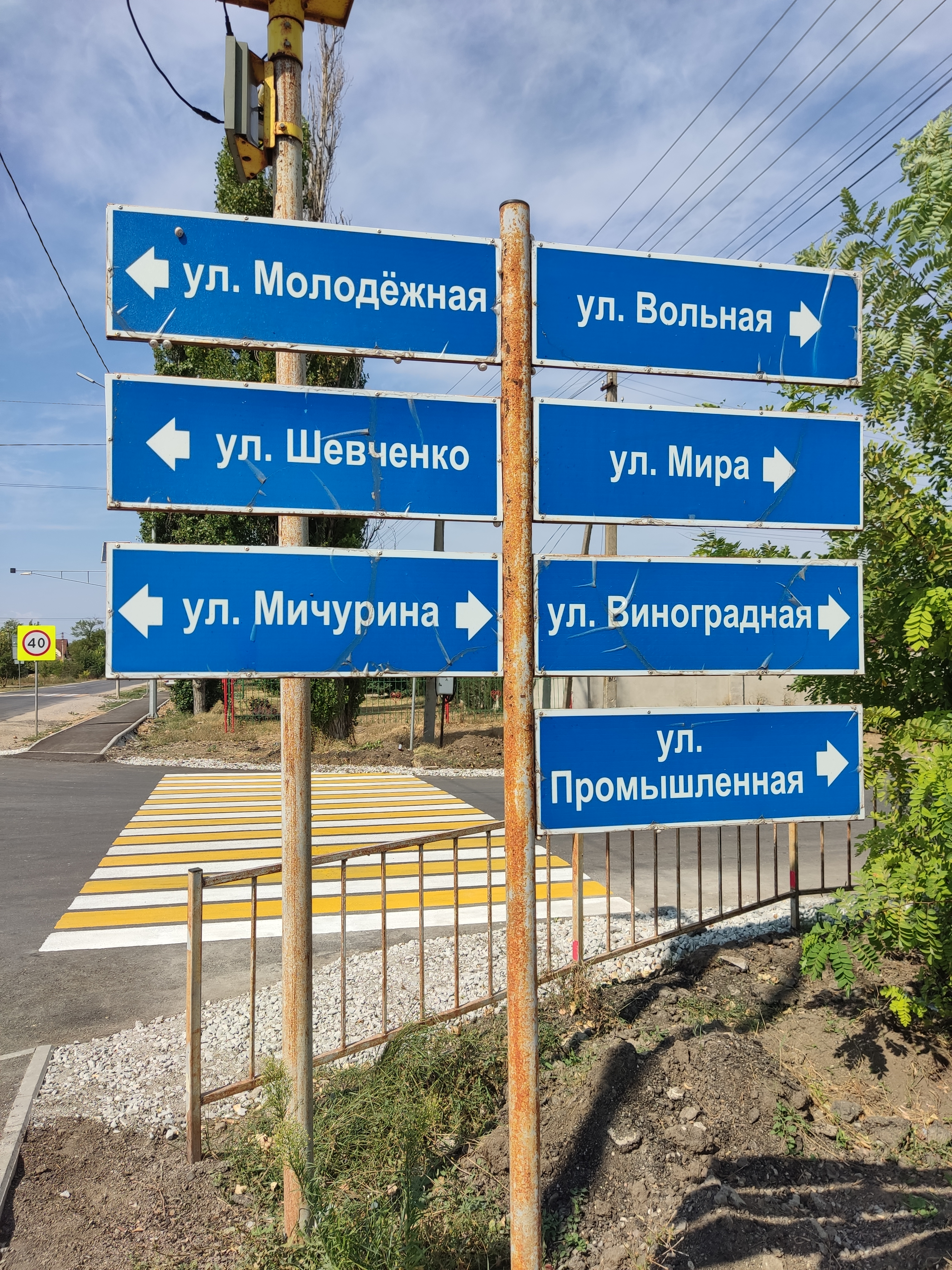
Уличный указатель

Ромашкино — село на северо-западе района, в степном Крыму, высота над уровнем моря — 38 м. Соседние сёла: Абрикосовка в 3,5 км на запад, Колоски в 1,7 км на восток. Расстояние до райцентра — около 35 километров (по шоссе), ближайшая железнодорожная станция — Евпатория в 12 километрах. Транспортное сообщение осуществляется по региональной автодороге 35Н-483 Колоски — Ромашкино до шоссе Евпатория — порт Мирный (по украинской классификации — С-0-11236). Село связано автобусным сообщением с Евпаторией и соседними населёнными пунктами.

## Название
Небольшое поселение, располагавшееся в начале XX века на месте нынешнего села, называлось Сокур-Кую (по-крымскотатарски сокъур къуй), что в переводе означает «слепой колодец» (soqur — слепой, quyu, степн. диал. quy — колодец). На крымскотатарском языке водное зеркало колодца называется глазом (köz), слепыми же называются сухие колодцы, из которых ушла вода.

## История

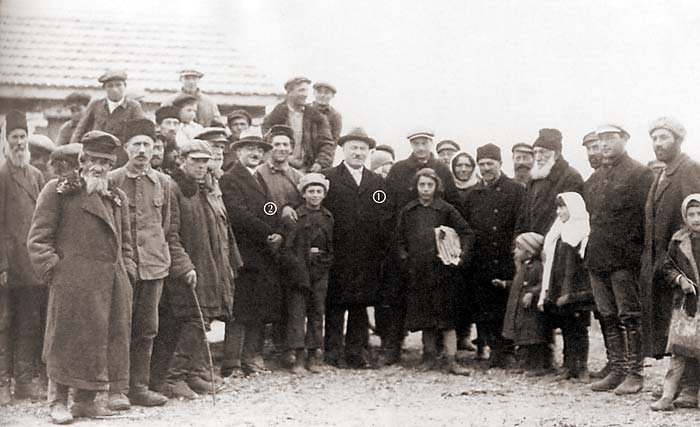
Делегация «Агро-Джойнта» в селе Икор, 1928 год

Впервые хутор Сокуркой владельца Ходжаша встречается в Статистическом справочнике Таврической губернии. Ч.1-я. Статистический очерк, выпуск пятый. Евпаторийский уезд 1915 года, согласно которому в селении Донузлавской волости Евпаторийского уезда числилось 2 двора (оба с землёй) без приписного населения, но было 9 человек — «постороннего», из которых 4 мужчины и 5 женщин. К хутору были приписаны 100 десятин удобной земли. В хозяйстве имелось 18 лошадей, 20 волов, 5 коров и 25 голов мелкого скота.
После установления в Крыму Советской власти, по постановлению Крымревкома от 8 января 1921 года № 206 «Об изменении административных границ» была упразднена волостная система и село вошло в состав Евпаторийского района Евпаторийского уезда, а в 1922 году уезды получили название округов. В 1923 году, по инициативе Исаака Мильруда, были выделены земли (бывшее имение Ходжаша) для переселенцев-евреев из Житомирской области, которые назвали построенное село Икор (в переводе с иврита — «основа»). По другим данным, ИКОР (идиш איקאָר‎) назван в честь одноимённой американской организации помощи еврейскому землеустройству в СССР и расшифровывается как Идише Комунэ аф Ойсницн фун дэр Ройэрд (אידישע קאָמוּנע אף אױסניצן פוּן דער רױערד‎, Еврейская коммуна по обработке целинных земель). Колонии была выдана ссуда на 10 лет на строительство дома, покупку 2 лошадей, 2 коров, сельхозинвентаря, Джойнт выделил 3 трактора. По одной из версий в селе была организована артель «Грядущий мир красных работников земли».
11 октября 1923 года, согласно постановлению ВЦИК, в административное деление Крымской АССР были внесены изменения, в результате которых округа были отменены и произошло укрупнение районов — территорию округа включили в Евпаторийский район. Согласно Списку населённых пунктов Крымской АССР по Всесоюзной переписи 17 декабря 1926 года, в колонии Икор-Сукуркой (вместе с Терекла-Конрат-Сукуркой), Богайского сельсовета Евпаторийского района, числилось 37 дворов, из них 35 крестьянских, население составляло 144 человека, из них 135 евреев, 8 русских и 1 украинец, действовала еврейская школа. В период коллективизации коммуну преобразовали в колхоз, в 1930-е годы село было полностью электрифицировано. К 1940 году уже существовал Икорский сельсовет (в котором село состоит всю дальнейшую историю), но на двухкилометровке РККА 1942 года село подписано, как Сукур-Кой. Вскоре после начала Великой Отечественной войны часть еврейского населения Крыма была эвакуирована, из оставшихся под оккупацией большинство расстреляны.

Сразу после оккупации села, фшисты поставили на учёт всё осташееся еврейское население - 31 человек. Вскоре, в 1942 году, они были собраны, выведены на 2 км от села и расстреляны у старого степного колодца, в который сбросили убитых. Через полтора месяца, по доносу односельчанина, были схвачены укрывавшиеся жена и двое детей лётчика лейтенанта Савченко - Савченко-Винникова, 1913 года рождения, дочь Мира 4 лет и сын Станислав двух недель от роду. В память об этом в 1960 году в центре села устрановлет памятник, заменённый в 1980-е годы. Постановлением Совета министров Республики Крым № 627 от 20 декабря 2016 года памятник отнесён к категории объектов культурно-исторического наследия России регионального значения. Также, на месте расстрела, установлен памятный знак.

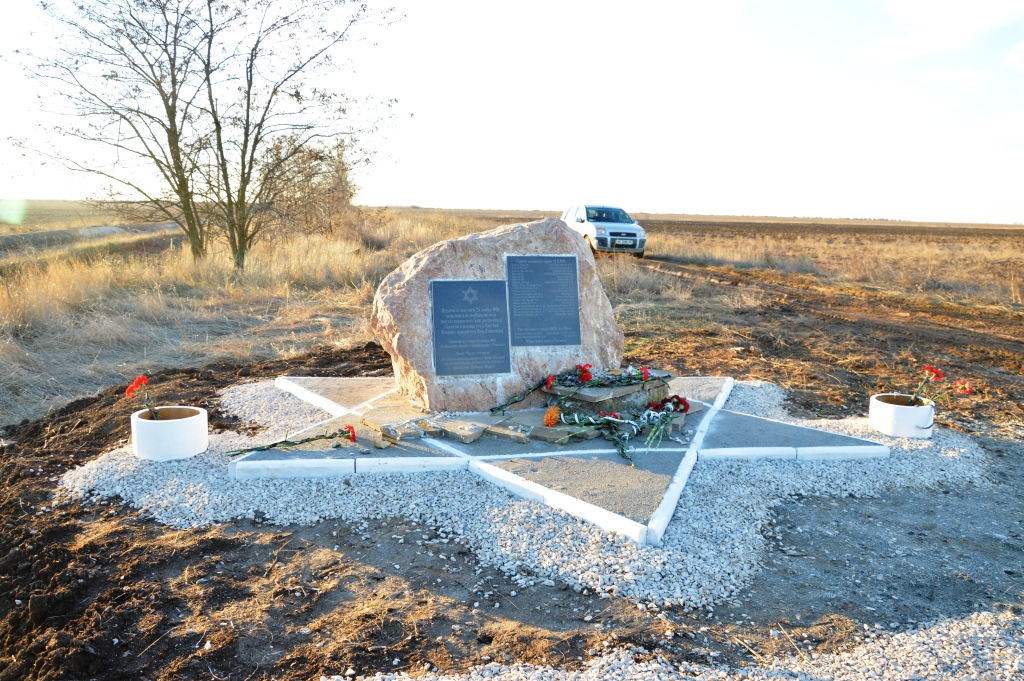
Памятный знак на месте расстрела евреев

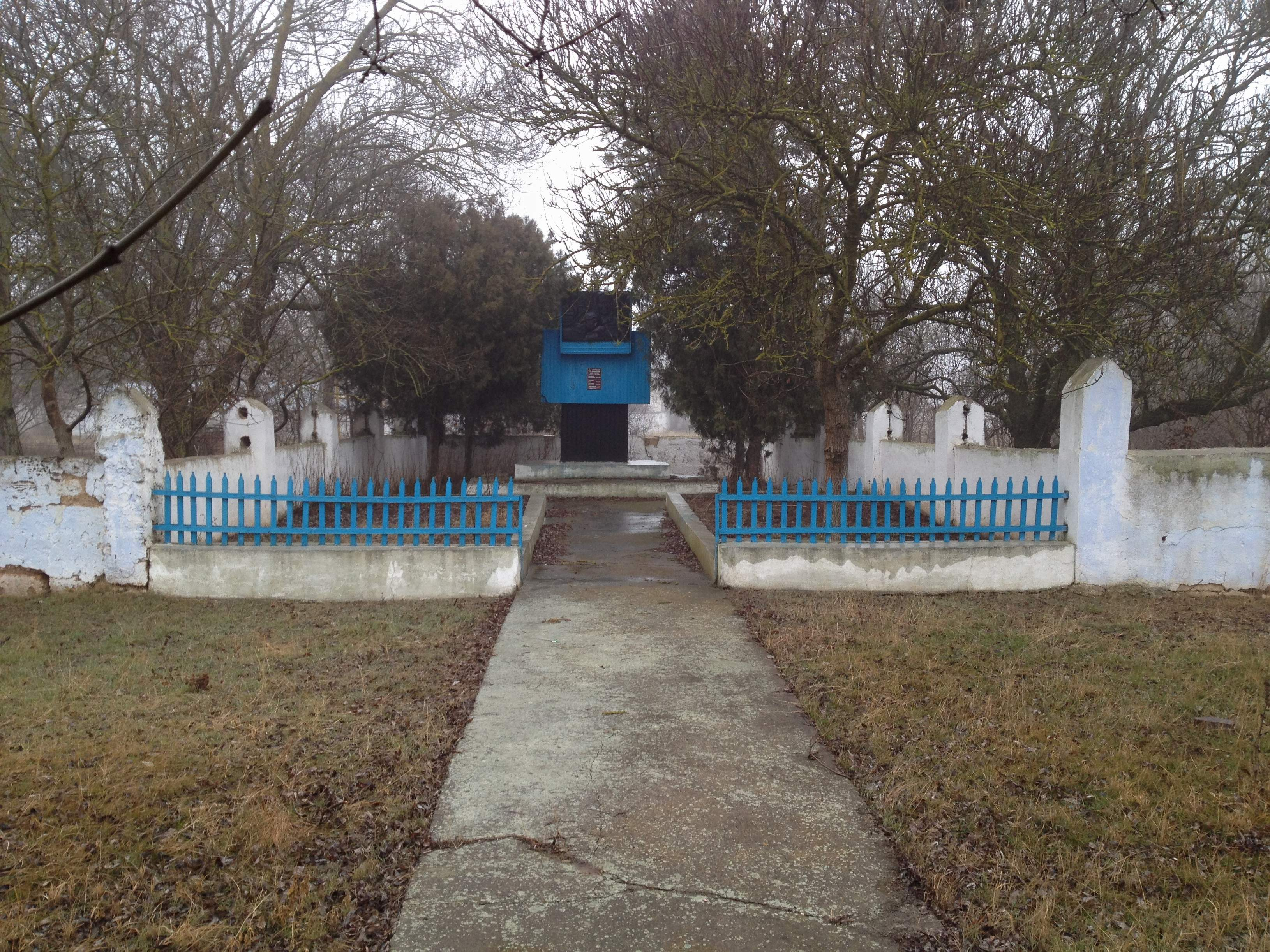
Памятник жертвам террора

После освобождения Крыма от фашистов, 12 августа 1944 года было принято постановление № ГОКО-6372с «О переселении колхозников в районы Крыма» и в сентябре 1944 года в район приехали первые новосёлы (150 семей) из Киевской и Каменец-Подольской областей, а в начале 1950-х годов последовала вторая волна переселенцев из различных областей Украины. Указом Президиума Верховного Совета РСФСР от 21 августа 1945 года Икор переименовали в Ромашкино и, соответственно, Икорский сельсовет в Ромашкинский. С 25 июня 1946 года Ромашкино в составе Крымской области РСФСР. 26 апреля 1954 года Крымская область была передана из состава РСФСР в состав УССР. 1 января 1965 года, указом Президиума ВС УССР «О внесении изменений в административное районирование УССР — по Крымской области», Евпаторийский район был упразднён и село включили в состав Сакского (по другим данным — 11 февраля 1963 года). По данным переписи 1989 года в селе проживало 1469 человек. 
С 12 февраля 1991 года село в восстановленной Крымской АССР, 26 февраля 1992 года переименованной в Автономную Республику Крым. С 21 марта 2014 года в составе Крыма аннексировано Россией.